# Ralstonia solanacearum
Ralstonia solanacearum es una bacteria de suelo Gram-negativa patógena de las plantas. Coloniza el xilema, causando una marchitez bacteriana en una amplia gama de plantas huésped.
Se ha secuenciado el genoma de R. solanacearum cepa GMI1000.

## Marchitez bacteriana de la papa
La marchitez bacteriana o pudrición parda es una de las enfermedades que puede causar Ralstonia solanacearum y, de hecho, es la enfermedad bacteriana más grave
de la papa en las regiones cálidas del mundo. Con frecuencia restringe la
producción de este cultivo.
Los síntomas iniciales de amarillamiento leve se observan primero en
un solo lado de la hoja o en una rama y no en la siguiente. Los síntomas
avanzados son la marchitez severa y la sequedad, qua preceden a la muerte de la
planta. Los haces vasculares se oscurecen y, si se hace un corte transversal al
tallo, se nota la exudación de un mucílago gris-castaño, excepto en los casos
leves. Esto se puede verificar mediante la observación de un fluido filamentoso de
color blanco lechoso que emana de los haces vasculares al cortar y sumergir un
pedazo del tallo en agua limpia.
Un mucílago bacteriano grisáceo puede ser exudado por los ojos o por el extremo
del estolón en los tubérculos, donde se adhieren partículas de suelo. Rebrotes de
color blanco-grisáceo exudan del anillo vascular oscurecido de los tubérculos
cortados. Pueden darse, en forma aislada, síntomas aéreos o en los tubérculos.
La infección latente del tubérculo ocurre cuando se siembran semillas infectadas
en lugares fríos, o cuando los tubérculos son infectados al final de la temporada.
La marchitez bacteriana evoluciona rápidamente bajo altas temperaturas.
Control
La rotación de cultivos es el método más eficaz. La bacteria se transmite por medio del agua que fluye entre los surcos y de un campo a otro y también por contacto entre raíces. Su supervivencia en los restos de cosecha o en el suelo varía de modo considerable: de uno a tres años para la raza
3 y, a menudo, se extiende más para la raza 1. Los tubérculos por siembra natural pueden incrementar sus posibilidades de supervivencia, lo mismo que su desarrollo en la rizosfera de algunos cultivos y malezas.